# أرسطوبولس الثاني
أرسطوبولس الثاني (بالعبرية: אריסטובולוס)، هو ملك حشموني مختلف عليه، ورئيس كهنة اليهود من 66 ق م إلى 63 ق م. كان الابن الأصغر لألكسندر جانيوس، تحالف مع الصدوقيين، وتحالف أخيه هيركانوس الثاني مع الفريسيين، تمرَّد على أخيه الأكبر، وتقابلا في معركة بأريحا. وانضم العديد من جنود هيركانوس إليه، وبذلك انتصر عليه. وتنازل له أخيه. وأصبح الملك ورئيس الكهنة. ثم هاجم الرومان المملكة بقيادة بومبيوس الكبير، وتحالف هيركانوس معهم، وفتح أتباع هيركانوس أبواب القدس لهم. وبعد دخول الرومان عيّن بومبيوس الكبير هيركانوس كاهنًا أعظمًا وملكًا لليهود، ونفى أرسطوبولس الثاني إلى روما. وبذلك تحولت المملكة إلى مقاطعة يهودية، وأصبح الملك الحشومني ملكًا صوريًا.